# 宮古郡

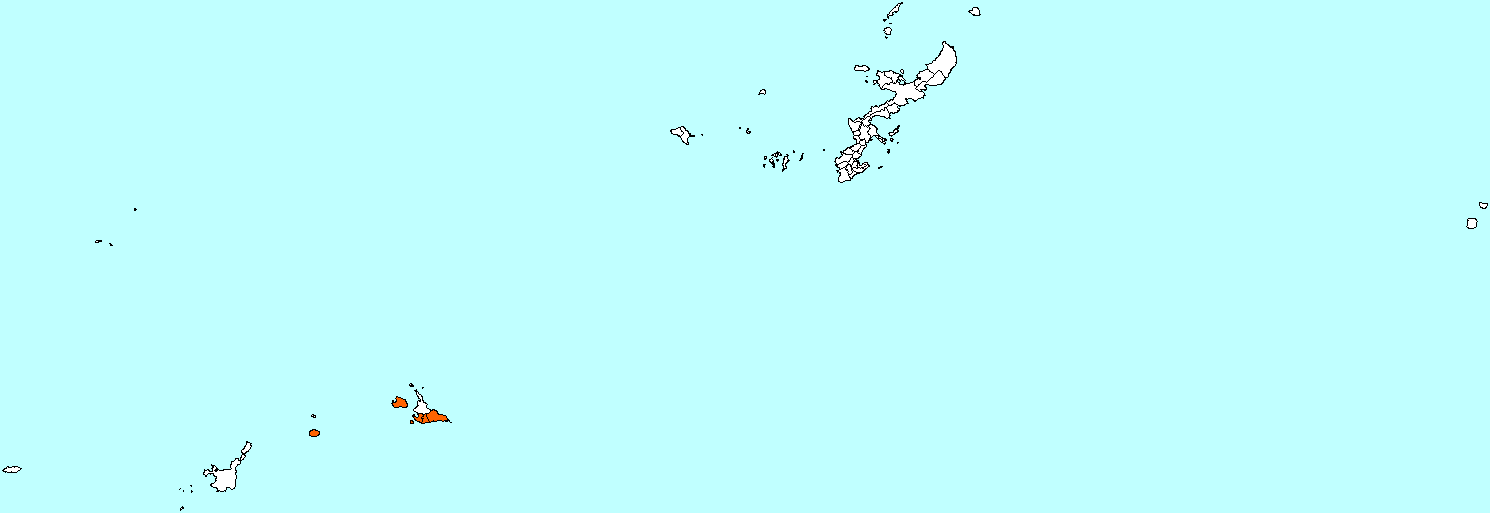
沖縄県宮古郡の範囲（宮古島市成立前）

宮古郡（みやこぐん）は、沖縄県の郡。
人口1,017人、面積22km²、人口密度46.2人/km²。（2025年2月1日、推計人口）
以下の1村を含む。
- 多良間村（たらまそん）

## 郡域
1896年（明治29年） に行政区画として発足した当時の郡域は、上記1村に宮古島市を加えた区域にあたる。

## 沿革
- 明治29年（1896年）4月1日 - 「沖縄県ノ郡編制ニ関スル件」（明治29年勅令第13号）の施行により、宮古諸島の平良間切・下地間切・砂川間切および多良間島をもって行政区画としての宮古郡を設置。郡役所が平良間切に設置。（3間切1島）
- 明治41年（1908年）4月1日 - 島嶼町村制の施行により、宮古郡に平良村、下地村、城辺村、伊良部村が発足。（4村）
- 大正2年（1913年）4月1日 - 平良村の一部（塩川・仲筋・水納）が多良間村として分立。（5村）
- 大正13年（1924年）2月1日 - 平良村が町制施行して平良町となる。（1町4村）
- 昭和20年（1945年）4月1日以降 - 米国海軍軍政府布告1号により米軍占領地域で順次日本政府の統治から切り離されアメリカの統治下になる。
- 昭和21年（1946年）
  - 1月 - 連合国軍最高司令官総司令部覚書により連合国よりアメリカ軍政へ移管される。
- 昭和22年（1947年）
  - 2月1日 - 城辺村が町制施行して城辺町となる。（2町3村）
  - 3月7日 - 平良町が市制施行して平良市（現宮古島市）となり、郡より離脱。（1町3村）
- 昭和23年（1948年）8月1日 - 下地村の一部（宮国・野原・新里および嘉手苅の一部）が上野村として分立。（1町4村）
- 昭和24年（1949年）1月1日 - 下地村が町制施行して下地町となる。（2町3村）
- 昭和47年（1972年）5月15日 - 全域が日本に復帰する（沖縄返還）。「沖縄の復帰に伴う特別措置に関する法律」第3条により「従前の沖縄県は、当然に、地方自治法に定める県として存続するものとする。」と規定され、地方自治法が適用される。
- 昭和57年（1982年）4月1日 - 伊良部村が町制施行して伊良部町となる。（3町2村）
- 平成17年（2005年）10月1日 - 城辺町・下地町・伊良部町・上野村が平良市と合併して宮古島市が発足し、郡より離脱。（1村）

## 行政
特記なき場合『平良町町誌』による。
宮古郡役所長
| 代 | 氏名         | 就任年月日            | 退任年月日                | 備考       |
| -- | ------------ | --------------------- | ------------------------- | ---------- |
| 1  | 岡部某       | 不明                  | 不明                      | 警部       |
| 2  | 石井某       | 不明                  | 不明                      | 警部役所長 |
| 3  | 伊王野義二介 | 不明                  | 不明                      | 警部役所長 |
| 4  | 吉村貞寛     | 明治25年（1892年）2月 | 明治26年（1893年）7月     | 警部役所長 |
| 5  | 大田鎌吉     | 明治26年（1893年）7月 | 明治29年（1896年）3月31日 | 警部役所長 |

島司
| 代 | 氏名       | 就任年月日               | 退任年月日                | 備考                   |
| -- | ---------- | ------------------------ | ------------------------- | ---------------------- |
| 1  | 大田鎌吉   | 明治29年（1896年）4月1日 | 明治29年（1896年）7月     |                        |
| 2  | 吉野幸徳   | 明治29年（1896年）7月    | 明治34年（1901年）5月     |                        |
| 3  | 小野朔二郎 | 明治34年（1901年）5月    | 明治37年（1904年）10月    |                        |
| 4  | 橋口軍六   | 明治37年（1904年）10月   | 明治45年（1912年）4月     |                        |
| 5  | 山口源七   | 明治45年（1912年）4月    | 大正4年（1915年）4月      |                        |
| 6  | 丹親欣     | 大正4年（1915年）4月     | 大正5年（1916年）6月      |                        |
| 7  | 山内権次郎 | 大正5年（1916年）6月     | 大正7年（1918年）2月      |                        |
| 8  | 比嘉賀学   | 大正7年（1918年）3月     | 大正7年（1918年）6月      |                        |
| 9  | 高橋彦七   | 大正7年（1918年）6月     | 大正8年（1919年）1月      |                        |
| 10 | 松方太次郎 | 大正8年（1919年）3月     | 大正10年（1921年）12月    |                        |
| 11 | 川俣三次   | 大正10年（1921年）12月   | 大正13年（1924年）4月     |                        |
| 12 | 与那原良知 | 大正13年（1924年）4月    | 大正15年（1926年）6月30日 | 郡役所廃止により、廃官 |

## 備考
沖縄県議会選挙の選挙区には"宮古郡区"が存在したが、宮古島市の発足により郡内唯一の自治体となった多良間村の人口が少ないため、2008年6月に行われる選挙からは宮古郡も含めた"宮古島市区"となっている。